# Real y Pontificia Universidad de Santo Tomás de Aquino (Santo Domingo)

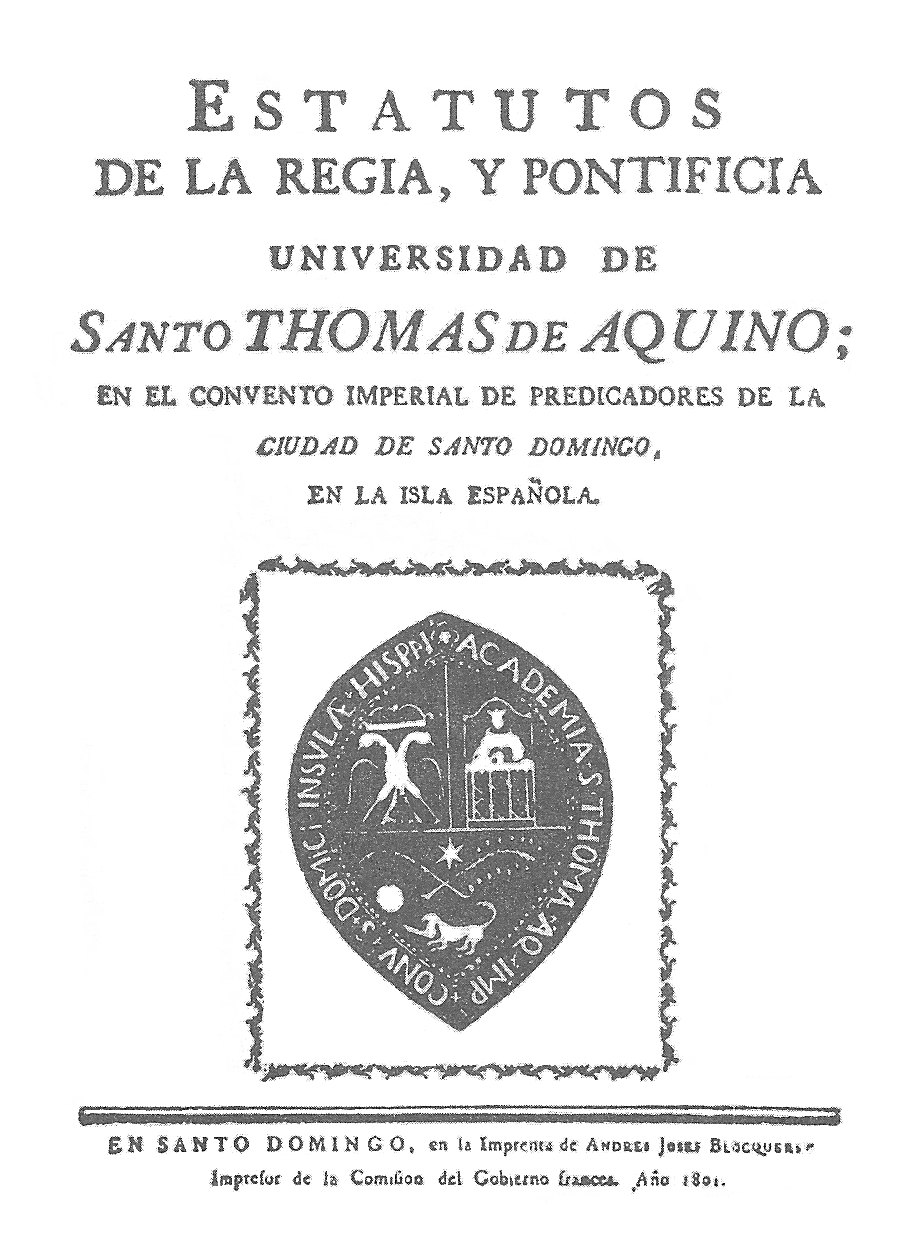
Estatutos de la Universidad de Santo Tomás de Aquino. Publicados en Santo Domingo, en 1801.

La Real y Pontificia Universidad Santo Tomás de Aquino es el nombre de la primera universidad fundada en las Indias (América), establecida mediante la bula papal In Apostolatus Culmine, emitida por el papa Paulo III el 28 de octubre de 1538. Esta bula elevó a universidad el Studium Generale fundado por la orden religiosa de los dominicos en 1518, en la ciudad de Santo Domingo, en la isla de La Española (actual capital de la República Dominicana), siguiendo el modelo de las universidades pontificias europeas.
En su contexto histórico, fue fundada durante el reinado de Carlos I de España —quien también ostentaba el título de Carlos V del Sacro Imperio Romano Germánico—, cuando no era obligatorio el pase regio para la ejecución de bulas papales en América. Por lo tanto, la universidad comenzó a operar legítimamente desde su creación canónica.
En 1539, el mismo emperador Carlos V impuso la exigencia de que todas las peticiones de los obispos a la Santa Sede pasaran por su autorización, estableciendo así el pase regio (regium exequatur) como requisito para que los documentos pontificios pudieran ejecutarse en sus dominios.
Posteriormente, con el reinado de su hijo, Felipe II, se consolidó la necesidad de obtener el pase regio como validación oficial por parte de la Corona. La universidad recibió esa convalidación mediante Real Provisión el 23 de febrero de 1558, lo que le otorgó formalmente el título de “Real y Pontificia Universidad Santo Tomás de Aquino”. Este hecho ha dado lugar a un debate histórico sobre cuál fue realmente la primera universidad fundada en América.
Este debate ha incluido a la Real Universidad Mayor de San Marcos, establecida por Real Cédula en 1551, pero sin bula papal en su origen, la cual obtendría más tarde. En 1571, la universidad fue reafirmada mediante bula del papa Pío V, adquiriendo entonces también el título de “pontificia”.
También se menciona la Universidad de México, fundada igualmente en 1551 como la Real Universidad de México, mediante una Real Cédula emitida por el emperador Carlos V, firmada en su nombre por el príncipe Felipe en Toro (Zamora) el 21 de septiembre de 1551, e inaugurada oficialmente el 25 de enero de 1553, antes incluso que la de Lima, que aún no había sido solemnemente instalada. En cuanto a su legitimidad pontificia, aunque se había gestionado una bula papal, esta nunca llegó a la Nueva España, ya que tanto el rey como el Consejo de Indias consideraron que otorgaba privilegios excesivos a la institución. Como resultado, la bula permaneció en España y no fue ejecutada. No obstante, esto no impidió que la universidad comenzara a funcionar con normalidad, bajo amparo exclusivamente real.
Fue recién en el siglo XVIII cuando la institución comenzó a utilizar el título de “pontificia”, aunque sin haber sido oficialmente reconocida por la Santa Sede. El historiador Enrique González González ha señalado que dicho título funcionó más como un “símbolo de honra”, adoptado por prestigio y tradición, que como un estatus jurídico canónico otorgado formalmente por el papado.

## Historia

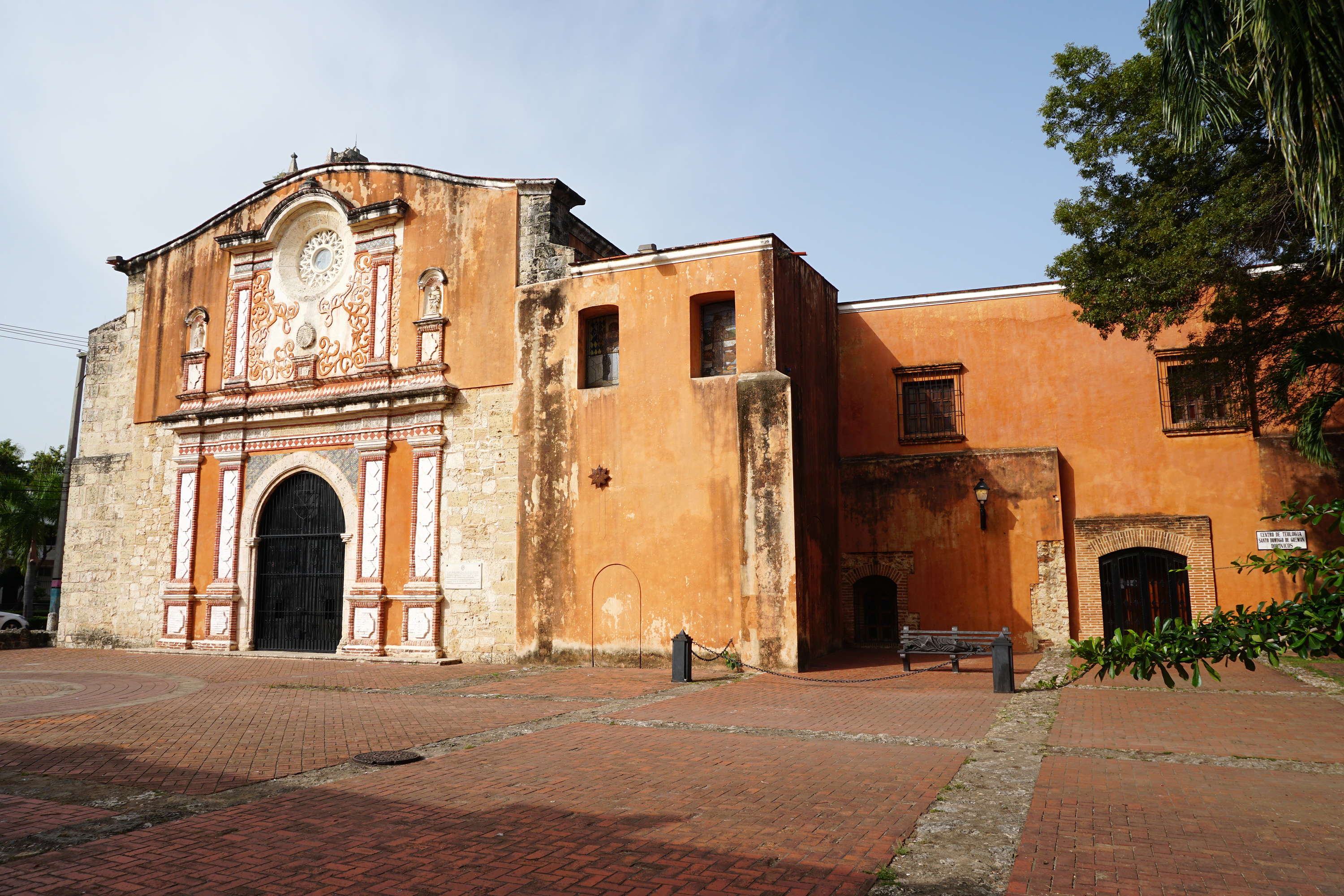
Iglesia (izquierda) y convento (derecha) de los dominicos, Ciudad Colonial de Santo Domingo.

En el mes de septiembre de 1510 llegaron a la isla La Española los primeros frailes dominicos: Fray Pedro de Córdoba, Fray Antón de Montesinos y Fray Bernardo de Santo Domingo, provenientes de los conventos de Salamanca y Ávila, en España. Dos meses más tarde se sumaron otros cinco religiosos, y en mayo de 1511 llegaron seis más, conformando así la primera comunidad dominica del Nuevo Mundo, con un total de 15 frailes.
Los conventos establecidos en Santo Domingo, Santiago y Puerto Plata adquirieron rápidamente una posición relevante como centros de predicación, catequesis y formación intelectual, replicando el modelo escolástico europeo. El Convento de Santo Domingo, en la ciudad capital del mismo nombre, fue el núcleo más importante y se transformó pronto en un Estudio General, es decir, un centro de enseñanza con vocación universitaria.
A partir de 1518, los dominicos administraron este Estudio General con una estructura interna similar a la de los Studia Generalia europeos, especialmente en lo relativo a la enseñanza de teología, filosofía y artes liberales. Su prestigio y nivel académico llevaron a la Orden a solicitar al papa su elevación formal al rango universitario.
Esta petición fue atendida por el papa Paulo III, quien mediante la bula In Apostolatus Culmine, fechada en Roma el 28 de octubre de 1538, erigió oficialmente una universidad en la ciudad de Santo Domingo.
La bula papal no le otorga un nombre propio fijo, pero establece jurídicamente una “Universitas Doctorum, Magistrorum et Scholarium” (Universidad de Doctores, Maestros y Escolares) en la ciudad de Santo Domingo, a semejanza de la Universidad de Alcalá de Henares, dotándola de:
- Derecho a conferir los grados de Bachiller, Licenciado, Maestro y Doctor.
- Jurisdicción académica, mediante un rector o regente, elegido por los dominicos.
- Privilegios, inmunidades y libertades idénticos a los de las universidades del Reino de Castilla, como Salamanca o Alcalá.
- Facultad para establecer estatutos, reglamentos, lectores y salarios, siguiendo el modelo universitario europeo.
- Validez para recibir estudiantes seculares o religiosos, provenientes de cualquier lugar.

Este acto pontificio, jurídicamente válido según el derecho canónico y el sistema universitario europeo del siglo XVI, convirtió al Estudio General de Santo Domingo en la primera universidad del Nuevo Mundo.
Sin embargo, en 1539, tan solo un año después, el emperador Carlos V introdujo una disposición fundamental para los asuntos eclesiásticos en sus dominios: el pase regio (regium exequatur), que exigía que todo documento pontificio tuviera el aval de la Corona para poder ejecutarse en los territorios bajo su control.
Durante el reinado posterior de Felipe II, esta práctica se consolidó como norma jurídica obligatoria, afectando especialmente a las instituciones eclesiásticas y educativas. En consecuencia, el 23 de febrero de 1558, le fue concedida una Real Provisión que le otorgaba validez en el ámbito del derecho regio.

Fue a partir de este acto cuando comenzó a ser titulada formalmente como “Real y Pontificia Universidad”

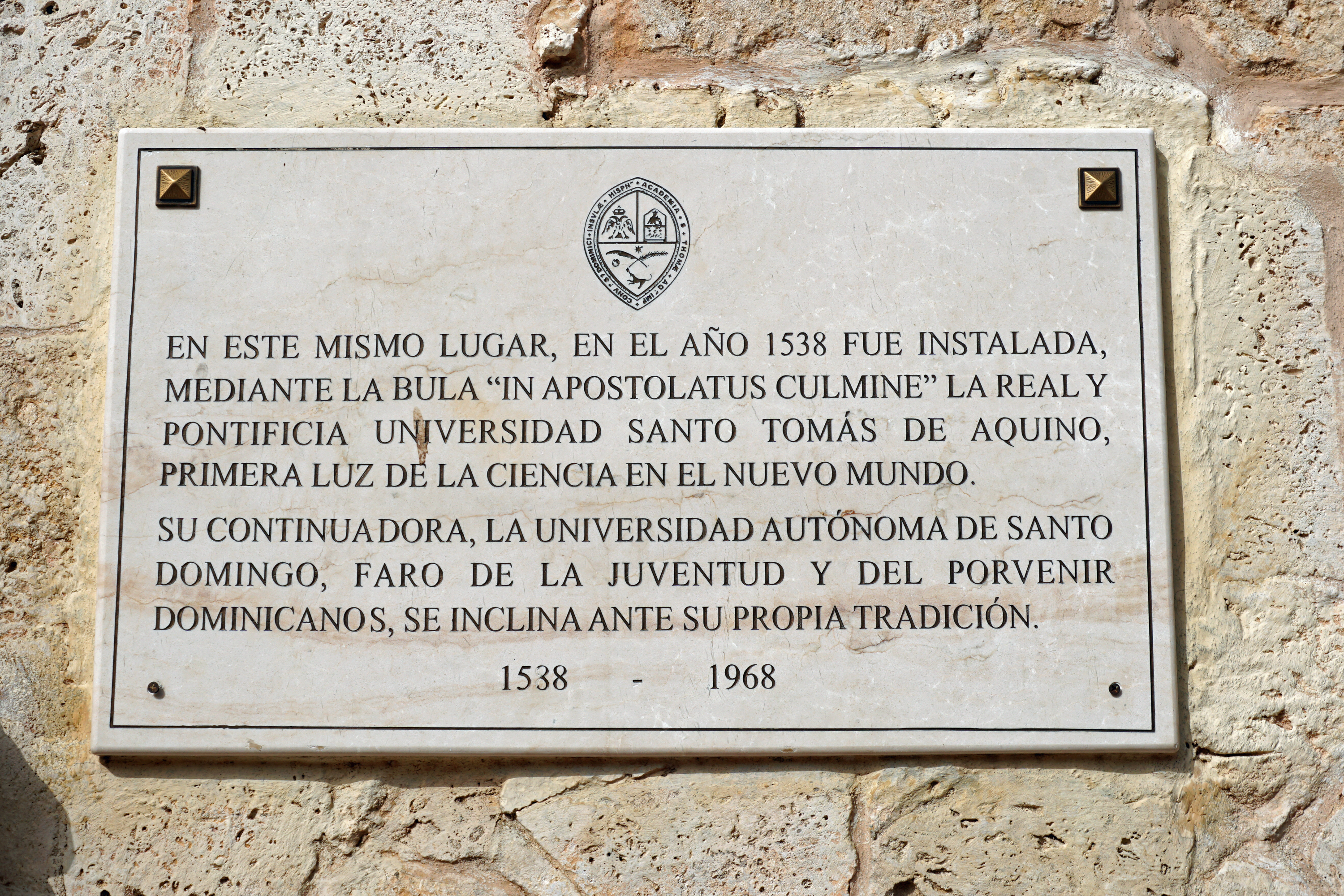
Placa conmemorativa de la creación de la Universidad de Santo Tomás de Aquino ubicada en la entrada de la Iglesia de los Dominicos.

### Fundación de otra universidad y conflicto
Otra orden religiosa que también fundó una universidad en Santo Domingo fue la Orden de Frailes Menores (OFM), establecida en la ciudad desde 1502. En 1508, iniciaron la construcción del que sería el primer convento de piedra y mampostería de América, concluido hacia 1556. Su presencia refleja el temprano proceso de institucionalización religiosa, educativa y misional en la isla La Española y en el conjunto del continente americano.
Décadas más tarde, esta misma orden, a través del Colegio de la Compañía de Jesús —que entonces estaba bajo su administración— fundó en 1747 una segunda universidad en la ciudad: la Universidad de Santiago de la Paz y Gorjón. Esta institución fue erigida mediante Real Cédula del rey Fernando VI, que le otorgó los privilegios necesarios para conferir grados académicos y gozar de reconocimiento oficial por parte de la Corona.
Aunque coexistió durante un tiempo con la Universidad Santo Tomás de Aquino, entre ambas surgió un conflicto de prelación y autoridad institucional, motivado por el uso del título de “Universidad Primada de las Indias” por parte de Santo Tomás, como reacción directa a la fundación de la universidad jesuita, percibida como una amenaza a su antigüedad, legitimidad y prestigio histórico.
El conflicto fue llevado ante las autoridades virreinales y el Consejo de Indias, lo que llevó al rey Fernando VI a emitir en 1758 una Real Cédula en la que prohibía a la Universidad Santo Tomás autodenominarse “Primada de las Indias”, argumentando que no se había presentado la bula original de fundación, y que, además, la Corona nunca le había conferido oficialmente dicho título.
En el momento del reclamo, los dominicos no pudieron exhibir el documento original de la bula In Apostolatus Culmine (1538), ya que este se había extraviado o deteriorado con el tiempo —y continúa desaparecido hasta la actualidad. Aunque existían copias auténticas, registros notariales y referencias oficiales en el Archivo Vaticano y el Archivo General de Indias, la ausencia del original fue utilizada como fundamento legal para desestimar su pretensión de primacía.
El rey resolvió que ninguna universidad podía utilizar el título de “Primada de las Indias” sin autorización expresa de la Corona, título que, en efecto, nunca fue concedido oficialmente a ninguna institución universitaria en América. Este episodio refleja con claridad las tensiones entre las órdenes religiosas y la fragilidad de sus relaciones, marcadas por rivalidades en torno al control educativo, la legitimidad histórica y el prestigio institucional.
La disputa entre los dominicos y los jesuitas en la isla de La Española fue solo un reflejo de una lucha más amplia por la hegemonía cultural y teológica en el Nuevo Mundo. A estas tensiones se sumaron factores ideológicos, políticos y económicos que desembocaron en la expulsión de la Compañía de Jesús de la isla en 1767. Esta medida provocó, pocos años después, el cierre definitivo de la Universidad de Santiago de la Paz y Gorjón, dejando a la Universidad Santo Tomás de Aquino como la única institución universitaria activa en Santo Domingo.

## Contexto de la Real Cédula de 1758
El 2 de agosto de 1758, el rey Fernando VI de España emitió una Real Cédula que prohibía a la Universidad Santo Tomás de Aquino autodenominarse «Primada de América», argumentando que no le correspondía tal atribución por encima de otras universidades del continente, como San Marcos de Lima, México y otras instituciones americanas. Esta decisión fue el desenlace de un conflicto con la Universidad de Santiago de la Paz y Gorjón, fundada en 1747 por la Compañía de Jesús con respaldo real, tras la impugnación presentada ante el Consejo de Indias por el uso del título de primacía por parte de los dominicos.
En su defensa, la Universidad Santo Tomás no pudo presentar el documento original de su bula fundacional, In Apostolatus Culmine (1538), probablemente extraviado tras el saqueo e incendio de Santo Domingo por Francis Drake en 1586, así como por otros episodios de inestabilidad que afectaron su archivo histórico. Aunque existían copias auténticas y registros en archivos eclesiásticos y estatales, la ausencia del original fue utilizada como argumento formal para invalidar su reclamo.
El rey, basándose en los criterios administrativos del siglo XVIII, resolvió que ninguna universidad en América podía usar el título de «Primada» sin autorización expresa de la Corona, título que —de hecho— nunca fue otorgado oficialmente a ninguna institución universitaria en el continente. Esta medida no niega la antigüedad ni la legitimidad fundacional de Santo Tomás, sino que refleja las tensiones entre órdenes religiosas y el deseo de la monarquía borbónica de reafirmar su control sobre las instituciones educativas y eclesiásticas en sus dominios americanos.
A continuación, se transcribe el contenido íntegro de dicha Real Cédula:

«EL REY. Venerable y devoto Padre Rector de la Universidad de la Compañía de Jesús, de la ciudad de Santo Domingo, en la Isla Española. Por parte del Padre Jaime de Torres, de la misma Compañía, y Procurador general de las Provincias de Santa Fee y Quito, se me ha representado que por mi Real Cédula de veinte y seis de Mayo de mil setecientos quarenta y siete, fui servido de erigir en Universidad ese Colegio, trasladando a él las facultades, privilegios y rentas que gozaba la que por otra de veinte y tres de Febrero del año de mil quinientos cincuenta y ocho, se fundó en el de Gorjon; y sin embargo de que el Convento de Santo Domingo de esa propria Ciudad no tenía Título para continuar en la posesión en que avía estado de Universidad, por no aver exsivido la Bula original de erección, y aunque lo huviera executado le faltaba mi Real condescendencia y el Pase de mi Consejo de las Indias para su uso, sin lo qual no podía tenerle en esos mis Dominios: asentí igualmente á la súplica de que el enunciado convento fuese también erigido en Universidad y Estudio General, como todo mas difusamente consta de la enunciada Real Cédula de veinte y seis de Mayo de mil setecientos quarenta y siete; y aunque por ella fuy servido, al parecer, de dar el primer lugar a la de vuestro cargo, no solo por aver hecho mención de ella y de sus privilegios antes que la de Santo Thomas; sino porque respecto de aquella, se cita la mencionada Real Cédula del año mil quinientos cincuenta y ocho, de que carece la referida de Santo Thomas, como del Pase necesario de su Bula: no obstante la de vuestro cargo, observantissima de la paz y union que debe reynar entre las dos Religiones, y fue el fin esplicado en la citada mi Real Cédula del año mil setecientos quarenta y siete; y teniendo presente el respeto que se me debe, y que es propria mia la prerrogativa de declarar semejantes preferencias y primacías, jamas presumió apropiarse el Título de Universidad primaria, persuadida a que igualmente se abstendría de él la de Santo Thomas, arreglandose a los mismos dictamenes de la paz; pero que vio frustradas estas bien fundadas esperanzas el año próximo pasado, quando por el mes de Junio en Asertos de convite para publicar Conclusiones y en Carta que os escrivió, se tituló Universidad Primada de las Indias; injuriando en esto no solo a la de vuestro cargo, sino también a las de México y Lima y otras de la America; y que por no usado hasta entonces os causó novedad; pero que porque no pareciese que autorizabais con el disimulo la primacía que no tiene, ni Yo le avía concedido a la de Santo Thomás, os considerasteis obligado a contradecir el enunciado Título, protextando de que no admitiriais los Asertos, si no se borraba lo de Primada, como consta del Testimonio del Secretario de la vuestra que presentaba; y sin embargo de que por ésta solo se desea la paz entre las dos Religiones, como se mantiene en las Ciudades de Santa Fee y Quito, en donde tienen Universidad ambas, sin que ninguna piense en intitularse primaria o más antigua, me suplicaba fuese servido de dar la providencia que fuese de mi Real agrado, para que se eviten los disturvios e inconvenientes, y se desarraygue el principio de la discordia, declarando qual de las dos Universidades ha de gozar la antigüedad y preferencia, o si deben ambas abstenerse de usar el Título de Primera o más antigua, a fin de que quede como inviolable Ley establecido en lo sucesivo desde ahora lo que Yo determinare. Y aviendose visto la referida en mi Consejo de las Indias, con lo que en su inteligencia y de otra representación vuestra que se ha presentado en él, con fecha de treinta de Julio del citado año próximo pasado, en que con justificacion dais cuenta de este nuevo acaecimiento, expuso mi Fiscal; ha parecido declarar, como por la presente Real Cedula declaro, no competer a la mencionada Universidad del Colegio de Santo Thomas el Título de Primada, ni otro alguno que denote anterioridad o preheminencia a la de vuestro cargo, ni a esta respecto de aquella; y de consiguiente, que fue justo y bien fundado vuestro reparo, y en su consecuencia rogaros y encargaros (como lo executo) que en lo subcesivo se arreglen ambas a lo que se ha practicado desde el recibo de la mi citada Real Cédula de ereccion, hasta el acto de la novedad que dió motivo a esta instancia, previniendoos observeis y guardeis por vuestra parte y todos los demás vuestros succesores en el mismo cargo aquella paz y buena armonia que corresponde, para el logro de los loables fines de su Institución y mayor aprovechamiento de sus alumnos y cursantes, en que tanto se interesa la causa publica y mi Real servicio; en inteligencia de que por Despacho de este dia se previene al Rector de la de Santo Thomas lo conveniente al proprio fin, por ser asi mi voluntad. Fecho en Aranjuez, a dos de Agosto de mil setecientos cincuenta y ocho.»
Real cédula del rey Fernando VI de España, 2 de agosto de 1758.

La universidad, cerrada en 1801 por Toussaint Louverture y reabierta en 1815, desapareció definitivamente en 1823, con la entrada de tropas haitianas al país. Ya que muchos de los estudiantes fueron reclutados para el servicio militar, por los haitianos. En 1914, por decreto del presidente de la República Ramón Báez se crea la actual Universidad Autónoma de Santo Domingo como institución educativa superior heredera de la histórica Universidad Santo Tomás de Aquino.
En la actualidad, la Universidad de Santo Domingo es considerada localmente como parte del conjunto de instituciones primadas de América establecidas en la ciudad de Santo Domingo, junto con las denominadas primera catedral, el primer hospital y la primera oficina de aduanas.